# Rothschildia vanschaycki
Rothschildia vanschaycki is een vlinder uit de onderfamilie Saturniinae van de familie nachtpauwogen (Saturniidae).
De wetenschappelijke naam van de soort is voor het eerst geldig gepubliceerd door Ronald Brechlin & Frank Meister in 2012.

## Type
- holotype: "male. V.1982. Barcode: BC-EvS 3454"
- instituut: MWM, München, Duitsland
- typelocatie: "Trinidad & Tobago, Port of Spain, 10 m., ca. 10.39°N, 61.31°W"